# I Look to You
| Recensione           | Giudizio |
| -------------------- | -------- |
| AllMusic             |          |
| Entertainment Weekly | B        |

I Look to You è il settimo ed ultimo album in studio della cantante statunitense Whitney Houston, pubblicato il 28 agosto 2009 in Italia e in Germania e successivamente in Inghilterra il 19 ottobre 2009 e negli Stati Uniti il 31 agosto.

## Produzione
La fase di registrazione di I Look to You è durata circa tre anni e mezzo come ha dichiarato la stessa Houston durante le listening preview tenutesi a Londra, New York e Los Angeles nel mese di luglio 2009.
Clive Davis, produttore esecutivo nonché mentore della Houston sin dagli inizi della sua carriera, all'inizio del 2007 aveva dichiarato, in un'intervista ad Oprah Winfrey, che le registrazioni per l'album erano iniziate di recente. A febbraio 2009 Whitney si esibisce al party che anticipa i Grammy e dopo numerosi rinvii il 4 giugno 2009 è stata annunciata l'uscita dell'album. L'album vende oltre 5 milioni di copie nel mondo.

## Tour mondiale
Il 12 ottobre 2009, il sito ufficiale della cantante ha annunciato che Whitney avrebbe intrapreso il suo primo tour mondiale in 11 anni per promuovere il nuovo disco:
Dopo due date in Russia nei primi di dicembre, il tour è ufficialmente iniziato in Corea Del Sud il 6 febbraio. La tournée la vedrà esibirsi anche in Italia, Inghilterra, Germania, Giappone, Francia, Svizzera e Australia.

## Tracce
1. Million Dollar Bill – 3:24 (Kaseem Dean, Norman A. Harris, Alicia Keys)
2. Nothin' But Love – 3:35 (Fernando Garibay, Franne Golde, Kasia Livingston, Nathaniel Hills)
3. Call You Tonight – 4:08 (Johnta Austin, Tor Erik Hermansen, Mikkel S. Eriksen)
4. I Look to You – 4:26 (Robert Kelly)
5. Like I Never Left (feat. Akon) – 3:49 (Aliaune Thiam, Claude Kelly, Whitney Houston, Giorgio Tuinfort)
6. A Song for You – 4:11 (Leon Russell) – cover di un brano di Leon Russell
7. I Didn't Know My Own Strength – 3:39 (Diane Warren)
8. Worth It – 4:40 (Eric Hudson, Johnta Austin)
9. For the Lovers – 4:14 (Claude Kelly, Marcella Araica, Nathaniel Hills)
10. I Got You – 4:12 (Aliaune Thiam, Claude Kelly, Whitney Houston, Giorgio Tuinfort)
11. Salute – 4:10 (Robert Kelly)

## Classifiche
| Classifica (2009-2012) | Posizione massima |
| ---------------------- | ----------------- |
| Argentina              | 13                |
| Australia              | 16                |
| Austria                | 3                 |
| Belgio (Fiandre)       | 7                 |
| Belgio (Vallonia)      | 9                 |
| Canada                 | 1                 |
| Danimarca              | 2                 |
| Finlandia              | 17                |
| Francia                | 3                 |
| Germania               | 1                 |
| Italia                 | 1                 |
| Messico                | 42                |
| Norvegia               | 2                 |
| Nuova Zelanda          | 10                |
| Paesi Bassi            | 1                 |
| Portogallo             | 25                |
| Regno Unito            | 3                 |
| Spagna                 | 3                 |
| Stati Uniti            | 1                 |
| Svezia                 | 2                 |
| Svizzera               | 1                 |